# Retignano

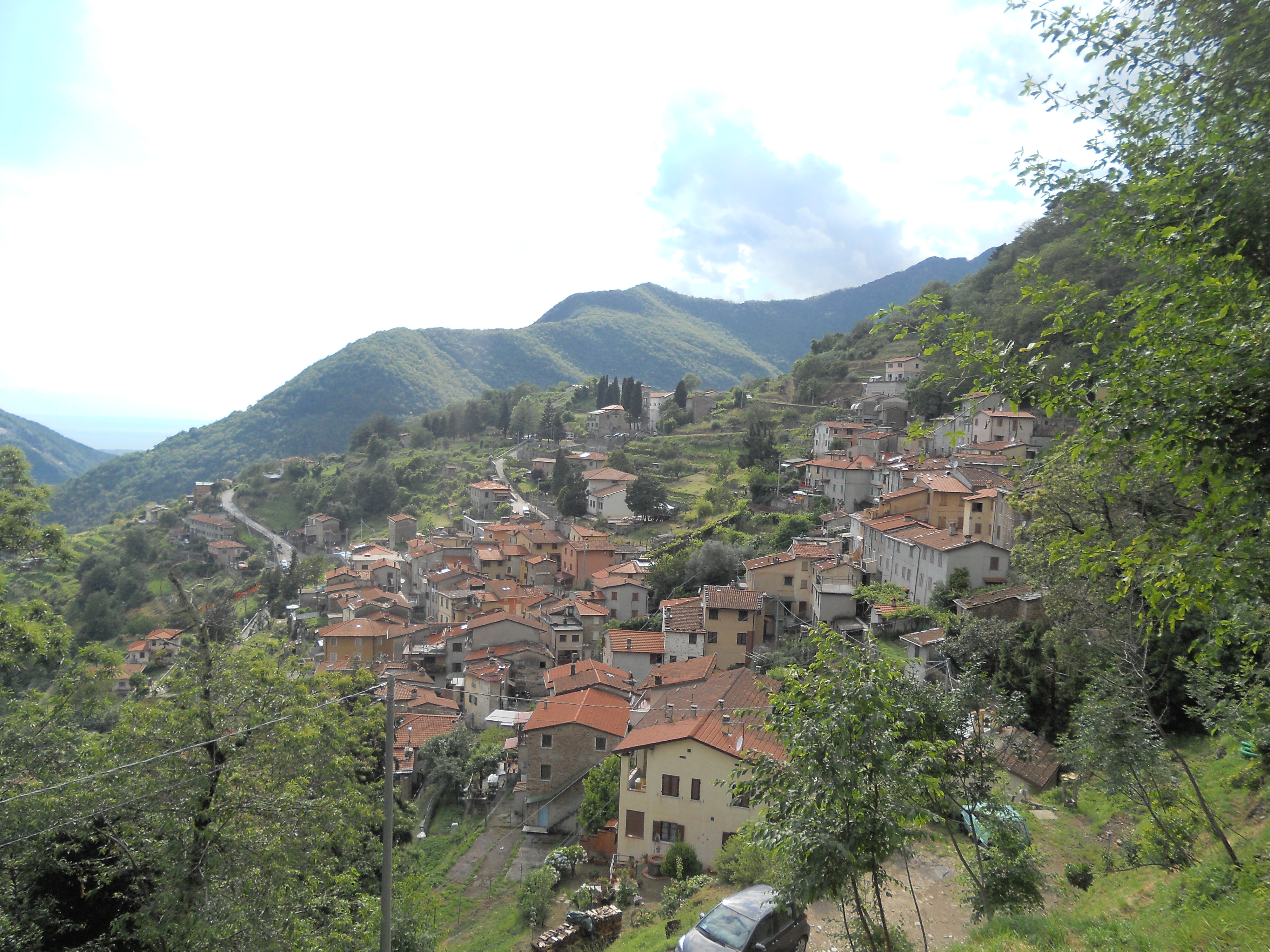

Retignano é uma fração do comuna italiana de Stazzema, na província de Lucca, na Toscana, Italia.
Nascido como um assentamento dos Ligures Apuanos, caiu sob o domínio dos romanos, que o fundaram em 177 aC. e eles ajudaram a se desenvolver, tornando-se um dos principais centros da Alta Versilia, nos Alpes Apuanos, uma fortaleza bem conhecida para o avistamento dos inimigos provenientes do mar e um ponto estratégico de abastecimento de madeira, vários materiais extrativos e mármore. Depois de um período de independência como comuna, que durou vários séculos, em 1776, o Grão-Duque Pietro Leopoldo subtraiu este título da aldeia, submetendo-o ao domínio de Lucca, cuja província faz parte dela. Retignano voltou a prosperar na segunda metade do século XIX, graças à abertura das pedreiras de mármore, aos locais de mineração do premiado "bardiglio fiorito", apreciado especialmente pelos ingleses, os mesmos financiadores do projeto.
No período entre as duas guerras mundiais, o país experimentou um rápido despovoamento, causado pela emigração para grandes cidades ou para países estrangeiros, particularmente a América do Norte ou a Argentina. Assediado pelos alemães e explorado por sua posição invejável, foi então "reconquistado" pelos soldados americanos que colocaram uma de suas bases principais durante a fase de avanço na Linha Gótica.